# Máy phát xung

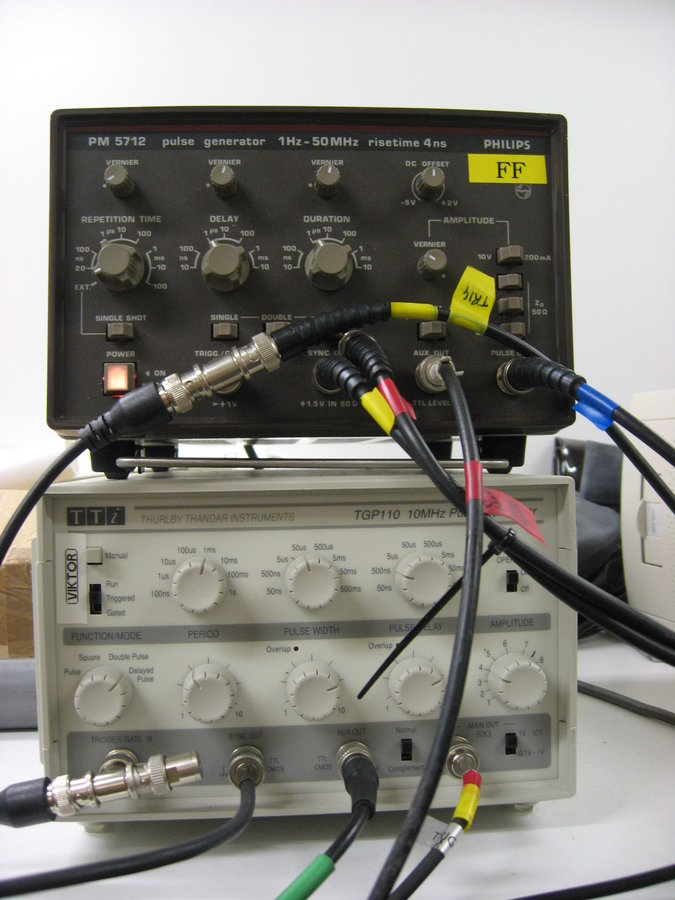
Máy phát xung trong một phòng thí nghiệm vật lý

Máy phát xung hay máy tạo sóng đo lường là bộ nguồn tạo ra các tín hiệu chuẩn về biên độ, tần số và dạng sóng dùng trong thử nghiệm và đo lường. Các máy tạo sóng trong phòng thí nghiệm có các dạng sau:
- Máy tạo sóng sin tần số thấp LF (low frequency);
- Máy tạo sóng sin tần số vô tuyến RF (radio frequency);
- Máy tạo hàm;
- Máy phát xung;
- Máy phát tần số quét, máy phát các tín hiệu thử nghiệm.

Các máy tạo tín hiệu RF thường có dải tần số từ 0 kHz đến 100 kHz, với mức điện áp có thể điều chỉnh từ 0 - 10V. Các máy tạo hàm cũng thường là máy phát RF với 3 dạng sóng đặc trưng là sóng vuông, sóng tam giác và sóng hình sin.